# Крива Катерина Олександрівна
Катери́на Олекса́ндрівна Крива (6 лютого 1992, смт. Нова Ушиця, Новоушицький район, Хмельницька область) — українська каратистка, проживає в місті Львів, учасниця I та II Європейських ігор, Всесвітніх Ігор 2017 р.. Майстер спорту України міжнародного класу.

## З життєпису
Вид змагальної діяльності: куміте -50 кг.
Член національної збірної команди України з карате з 2012 року.
Призерка та володарка Кубку Світу особисто та в команді 2014—2016 років.
Чемпіонка Європи особисто та в команді 2017 р.
Бронзовий призер Чемпіонату Європи особисто 2021 р.
Бронзовий призер Чемпіонату Світу особисто 2021 р.
Вихованка спеціалізації карате кафедри фехтування, боксу і національних одноборств Львівського державного університету фізичної культури.
Найкращий каратист України за підсумками «Української федерації карате» 2015 року.
Володарка титулу «Grand winner» Всесвітньої федерації карате (WK) 2016 року.
Найкращий спортсмен 2017 року за версією Національного Олімпійського комітету України.
Номінантка на звання «Відкриття спортивного року» за версією міністерства молоді та спорту України 2017 року.

## Спортивні досягнення
- 1 місце в команді Чемпіонат Європи серед студентів Сараєво (Боснія та Герцеговина) 2011 року.
- 5 місце особисто куміте (-50 кг.) на Чемпіонаті Європи 2012 року Тенеріфе (Іспанія).
- 5 місце етап «Premier League. Karate 1» 2012 року м. Роттердам (Голландія).
- 3 місце в команді на Чемпіонаті Європи серед регіонів 2012 року Москва (Росія).
- 3 місце етап «Premier League. Karate 1» 2012 року Зальцбург (Австрія).
- 7 місце особисто куміте на Чемпіонаті Європи 2013 року Будапешт (Угорщина).
- 2 місце «Premier League. Karate 1» 2013 року Зальцбург (Австрія).

- 1 місце особисто (-55 кг.) Чемпіонат Європи серед студентів Будапешт 2013року.
- 3 місце (-50 кг.) етап «Prtmier League. Karate 1» м. Альмере (Голландія).
- 3 місце в команді Кубок Світу 2014 року м. Ласко (Словенія).
- 7 місце особисто на Чемпіонаті Європи 2014 року м. Тампере (Фінляндія).
- 3 місце етап «Premier League. Karate 1» 2015 року м. Париж (Франція).
- 4 місце на Європейських іграх 2015 року в Баку.[4]
- 5 місце на чемпіонаті Європи 2015 року у Стамбулі[2]
- 3 місце на етапі «Premier League. Karate 1» 2015 року м. Кобург (Німеччина).
- жовтня 2015 року в місті Зальцбург (Австрія) на сьомому етапі «Premier League. Karate 1» здобула бронзову нагороду у ваговій категорії до 50 кг.Українка К.Крива стала бронзовою призеркою етапу карате в Австрії [Архівовано 4 березня 2016 у Wayback Machine.]
- Березень 2016 року — 2 місце чергового етапу «Premier League. Karate 1» в Роттердамі.[5]
- 5 місце етап «Premier League. Karate 1» 2016 року м. Париж (Франція).
- 3 місце на етапі «Premier League. Karate 1» 2016 року м. Шарм-Ель-шейх (Єгипет).
- 3 місце особисто та 1 місце в команді на Кубку Світу 2016 року м. Ласко (Словенія).
- 2 місце етап «Premier League. Karate 1» 2016 року м. Роттердам (Голландія).
- 3 місце етап «Premier League. Karate 1» 2016 року м. Зальцбург (Австрія).
- Вересень 2016 року — 2 місце на першому офіційному старті з карате, як олімпійського виду спорту, сьомому етапі «PremierLeague. Karate 1».Львів'янка Катерина Крива — срібний призер Прем'єр Ліги з карате [Архівовано 7 вересня 2016 у Wayback Machine.]
- жовтень 2017-го — здобула срібну нагороду на змаганнях Karate1 Series A в австрійському місті Зальцбург[6].
- 1 місце особисто та 1 місце в команді Чемпіонат Європи 2017 року м. Коджаелі (Туреччина).
- 2 місце етап «Karate 1. Series A» 2017 року м. Зальцбург (Австрія).
- 5 місце етапу «Karate 1. Series A» 2017 року м. Стамбул (Туреччина).
- 7 місце на Всесвітніх Іграх 2017 року м. Вроцлав (Польща).
- 3 місце етап «Premier League. Karate 1» 2018 року м. Стамбул (Туреччина).
- 5 місце етап «Premier League. Karate 1» 2018 року м. Роттердам (Голландія).
- 2 місце етап «Premier League. Karate 1» 2019 року м. Дубай (ОАЕ).
- 5 місце етап « Premier League. Karate 1» 2019 року м. Шанхай (Китай).
- 5 місце на II Європейських Іграх-2019 м. Мінськ (Білорусь).
- 5 місце етап «Premier League. Karate 1» 2021 року м. Стамбул (Туреччина).
- 3 місце особисто Чемпіонат Європи з карате 2021 року м. Пореч (Хорватія).
- 3 місце особисто Чемпіонат Світу з карате 2021 року м. Дубай (ОАЕ).
- 5 місце етап «Premier League. Karate 1» 2022 року м. Фуджейра (ОАЕ).
- 5 місце етап «Premier League. Karate 1» 2023 року м. Каїр (Єгипет).
- 5 місце на III Європейських Іграх-2023 м. Краків (Польща).
- 3 місце на IV етапі «Premier League. Karate 1» 2023 року м. Дублін (Ірландія).